# Drosaico
Drosaico war ein Führer der südslawischen Narentaner im südlichen Dalmatien um 839.
Drosaico wurde als iudex Marianorum bezeichnet, als der Doge der Republik Venedig Pietro Tradonico um 839 zu den Narentanern fuhr, um mit diesen Frieden zu schließen. Diese hatten durch Piraterie die Seefahrt auf den Handelswegen der Venezianer erheblich beeinträchtigt.
Die Gleichsetzung von iudex Marianorum mit dux oder im Italienischen capo (Oberhaupt, Führer) nahm bereits Giovanni Monticolo vor, der darin das Oberhaupt eines Volkes (popolo) sah.